# Мальви (роман)
«Мальви» — перший історичний роман письменника Романа Іваничука, написаний 1965—1967 рр.; надрукований у 1968 році. Первинна назва — «Яничари», під цією виданий вдруге.

Автор про текст: 
Мій перший історичний роман «Мальви» — про зраду, про яничарство. Через нього мав багато клопоту, заборони й цькування. Але роман був популярний, відомий усім українцям у світі. «Мальви» видали й в Америці — у видавництві «Тризуб», та ще й із тризубом на обкладинці. […] У київському видавництві «Дніпро» «Мальви» вийшли стотисячним накладом. Потім — іще 30 тисяч примірників. Коли наклали заборону, книжка вже розійшлася. Назва була нейтральна — «Мальви». Але всі розуміли, що в романі я мав на увазі тих, хто зрікся рідної мови, батьківщини, став її ворогом. Тема споконвіків у нас дуже актуальна.